# Orchis italica
Orchis italica là một loài lan bản địa của the Mediterranean.

## Hình ảnh

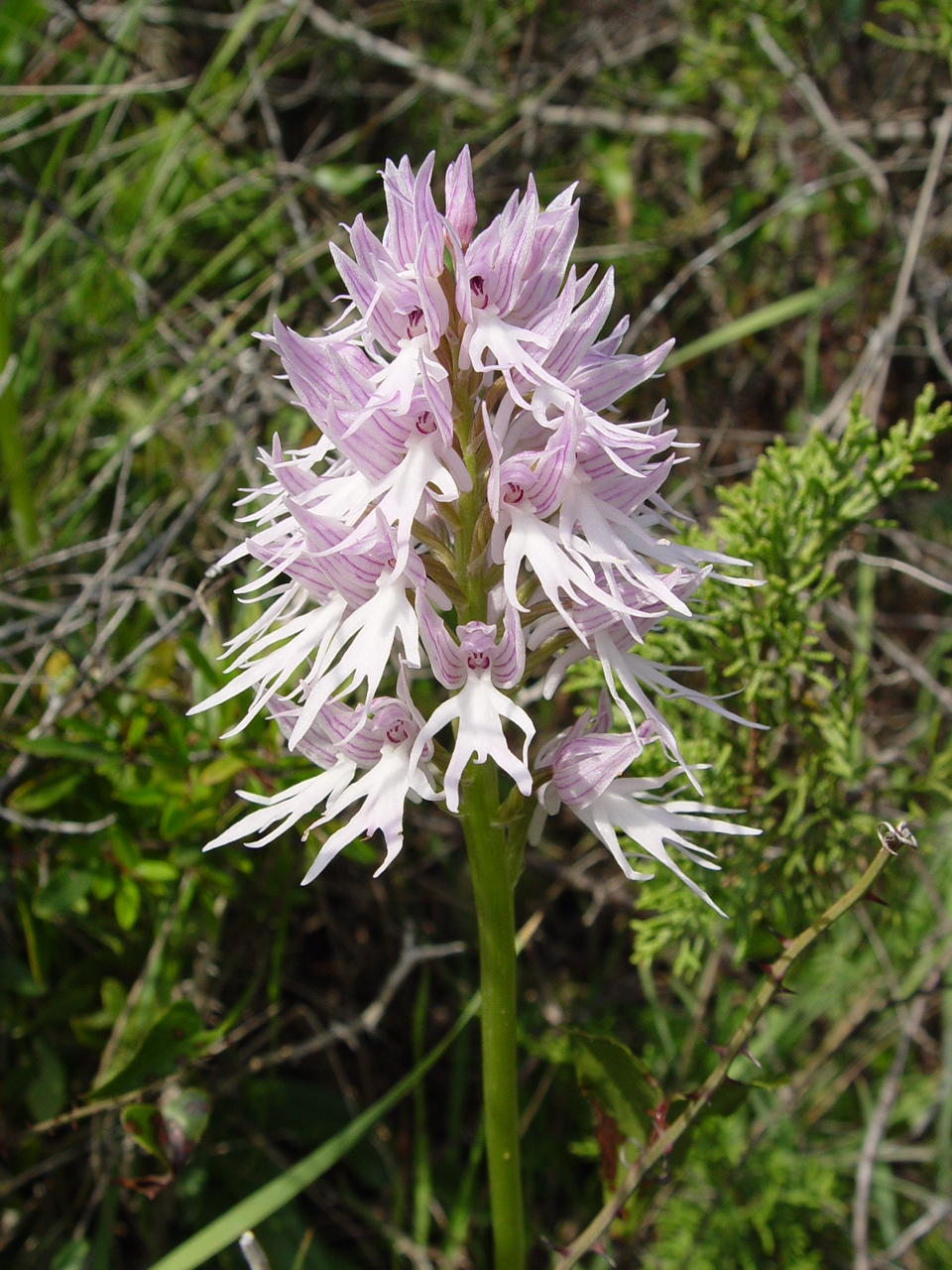
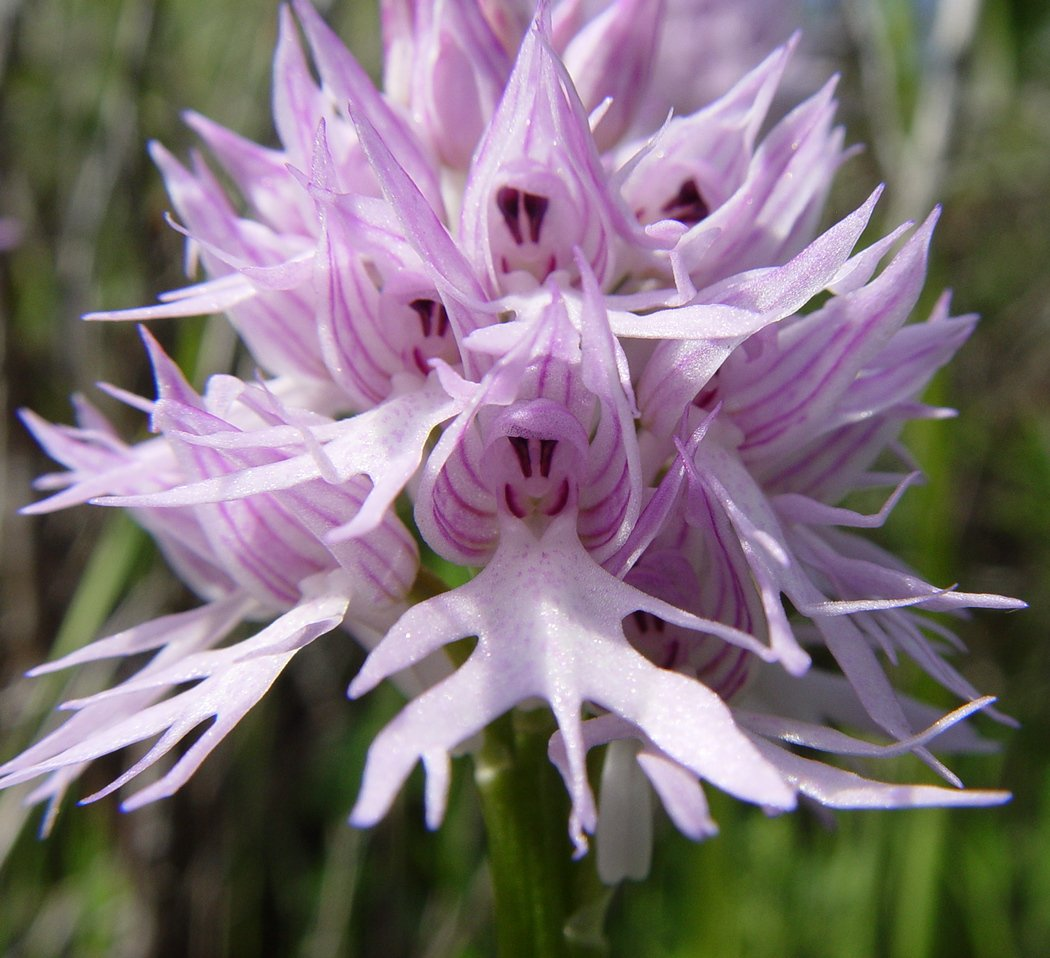
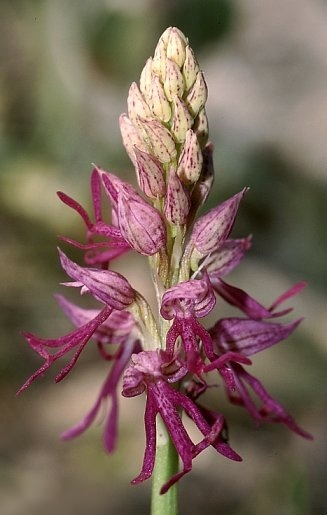
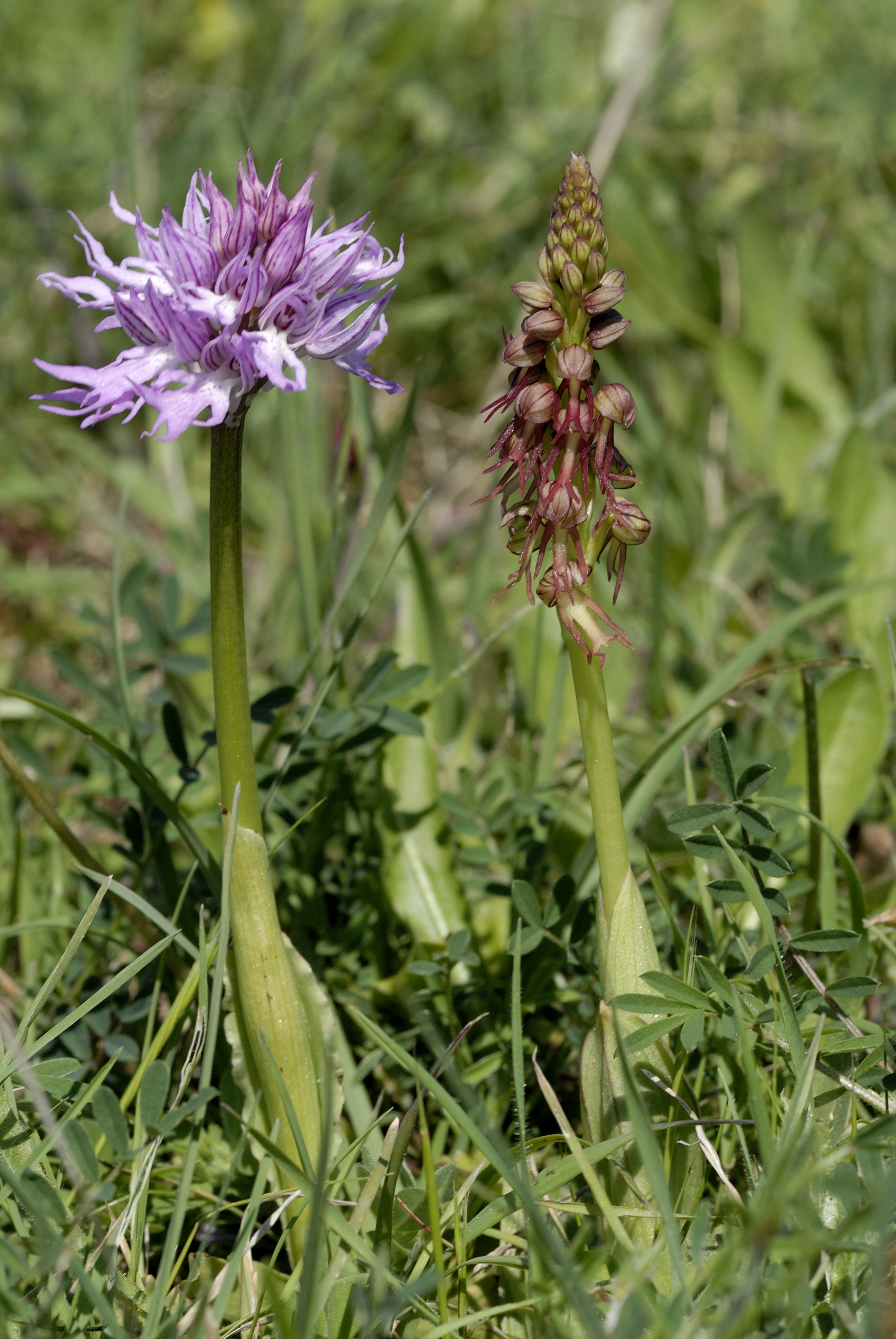